# Православна семінарія Йоенсуу
Православна семінарія Йоенсуу — навчальний заклад Православної Церкви Фінляндії, що знаходиться в Йоенсуу, який готує студентів-богословів, які хочуть нести служіння церкві. Семінарію можна вважати наступницею навчального закладу заснованого в Сортавала в 1918 році. Пізніше вона діяла в Куопіо, а потім переїхала в Йоенсуу в 1988 році. 
Православна семінарія взаємодіє з Конференцією єпископів Православної Церкви Фінляндії та співпрацює з Університетом Східної Фінляндії. Її місія полягає в організації богословських прикладних досліджень, які включають, серед іншого, навчання літургії. Є три освітні програми, спрямовані на отримання ступеня магістра з православного богослов’я : варіант орієнтації богослова, який дає формальну кваліфікацію, наприклад священиком православної церкви; варіант орієнтації на церковну музику, з якого можна отримати кваліфікацію для роботи кантором у Православній Церкві; а також можливість орієнтації в галузі освіти, яка надає кваліфікацію для викладання православної релігії.
Семінарія має гуртожиток, куди можуть вступити всі, хто вивчає православне богослов'я в Університеті Східної Фінляндії, а також власну церкву, де студенти-богослови виконують практичні заняття при богослужінні. Як правило, богослужіння відбуваються в будні дні вранці і ввечері, але церковні свята і особливо Великдень вносять деякі зміни в звичний порядок богослужінь. Розклад богослужінь, які будуть відправлятися в церкві семінарії, оголошується на веб-сайті семінарії  .

## Історія
До революції на території Виборзької та Фінляндської єпархії духовної семінарії не було. Священники навчалися в семінаріях Санкт-Петербургу та Петрозаводська.
Після здобуття Фінляндією незалежності Едускунта (фінський парламент) 26 вересня 1917 року ухвалив заснувати у Сортавалі богословські курси. У 1918 році ці курси були перетворені на духовну семінарію з 6-річною програмою навчання. Із самого початку семінарія мала статус державного навчального закладу та отримувала повну фінансову підтримку від Міністерства освіти. Для того, щоб мінімізувати російський вплив на православну семінарію, уряд залишив за собою право приймати рішення про адміністративну організацію установи, відразу ж запровадивши викладання виключно фінською мовою. Тим не менш, перші викладачі семінарії, насамперед протоієреї Сергій Окулов, Сергій Солнцев і Никола Валмо, були випускниками Санкт-Петербурзьких духовних семінарії та академії, що мало вплив на богословські та духовні традиції нової семінарії.
У 1940 році, після заняття міста совєтськими військами, фінська влада переводить семінарію в Гельсінкі.
У 1955 році на VI Церковному Соборі з метою підвищення рівня церковного співу приходом Гямеенлінна було запропоновано організувати при Духовній семінарії курси з підготовки псаломщиків та регентів. У результаті ця пропозиція була підтримана та створена спеціальна комісія під головуванням ієромонаха Павла (Ольмарі).
1957 року семінарію було переведено до Хумалярві. У 1961 році семінарію перенесли у Куопіо.
31 липня 1988 року семінарію було закрито, а замість неї восени 1988 року було відкрито факультет православного богослов'я при університеті Йоенсуу.

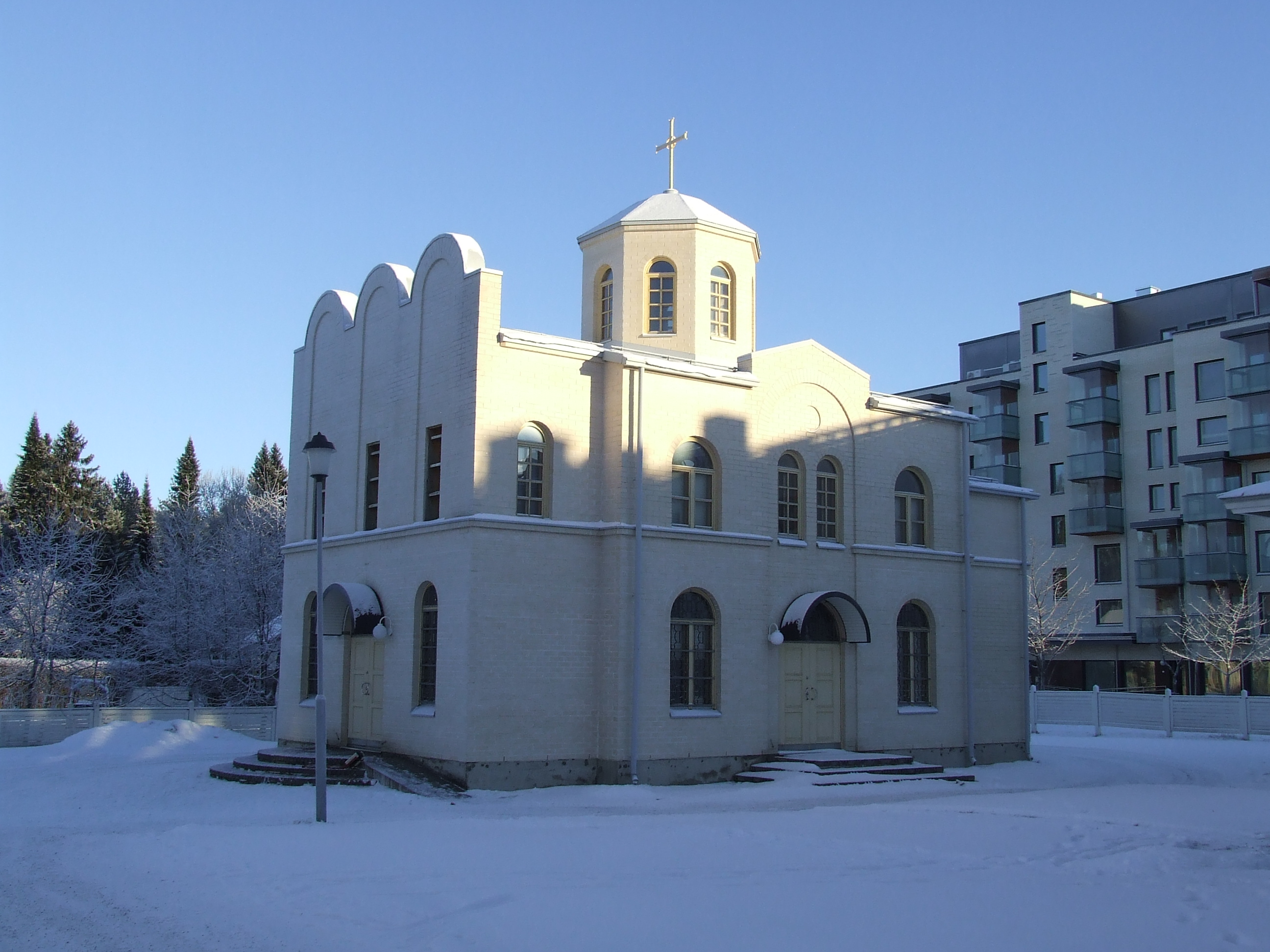
Церква Іоанна Богослова.

Пізніше в Йоенсуу були побудовані будівлі семінарії з церквою, освяченою на честь святого апостола і євангеліста Іоанна Богослова.

## Церква Св. апостола і євангеліста Іоанна Богослова

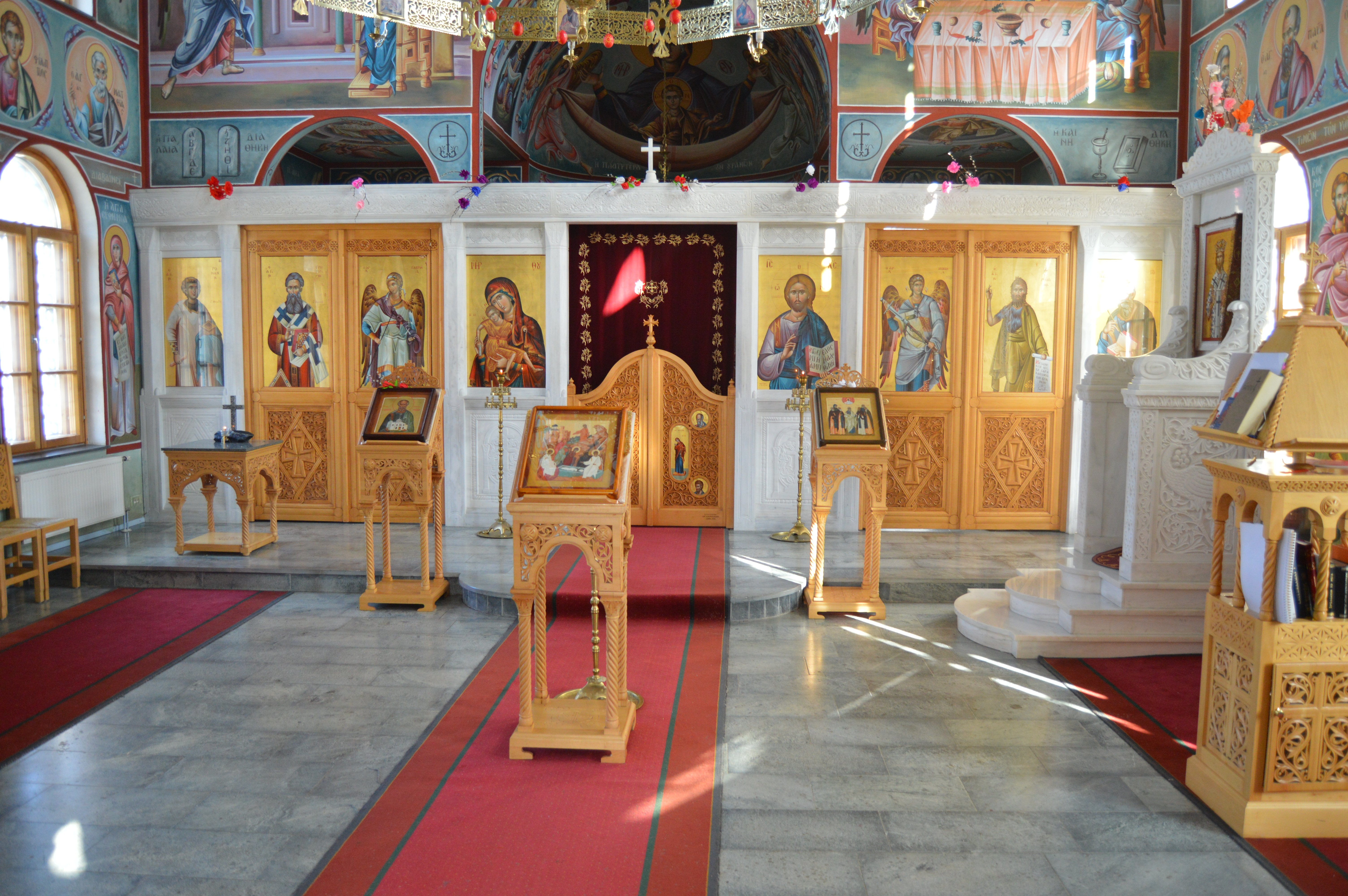
Інтер'єр в церкві Іоанна Богослова.

Власний храм православної семінарії присвячений пам'яті святого апостола і євангеліста Іоанна Богослова. Будівля церкви наслідує візантійський стиль. Храм був збудований в 1995 році за проєктом гельсінкського архітектора Ілкке Валкама за пропозицією посла Анастасіоса Сідеріса. Будівництво церкви продовжив архітектор Антеро Туркі. Настінні розписи церкви були розроблені та написані іконописцем Костянтином Ксенопулосом та його учнями.

## Ректори
- 1918-1930 - Сергій Окулов, протоієрей
- 1930-1941 - Никола Валмо, протоієрей
- 1941-1942 - Пааво Саарікоскі, священник
- 1942-1943 - Никола Валмо, протоієрей
- 1943-1972 - Йоханес Сухола, священник
- 1972-1975 - Аарі Суракка
- 1975-1976 - Матті Сідорофф, священник
- 1976-1988 - Ніїло Карйомаа, протоієрей

З 1988 року семінарія немає власного ректора, але керується обраним священником.
- Олаві Меррас, протоієрей (з 1988)
- Лео Ілтола, протоієрей
- Рауно Пієтарінен, протоієрей (з 2009)